# Upplands runinskrifter 1180
Upplands runinskrifter 1180 är en runsten som står vid Åby by, Östervåla församling. Stenen är av ljusröd sandsten, 95 centimeter hög och 55 centimeter bred. Stenen är en så kallad nonsenssten, där runorna eller de runliknande tecknen helt saknar språklig innebörd. De flesta av den här typen finns utefter gränstrakterna mellan Uppland och Västmanland. Stenen stod ursprungligen direkt vid vägen, vid vägkorset för avfarten mot Hovberga. Runstenen fick sin nuvarande placering 1940 efter att ha flyttats något vid vägbyggen.

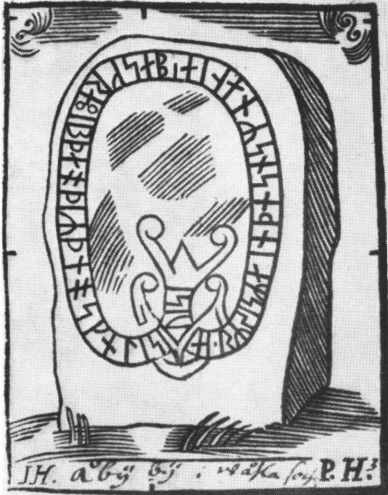
U 1180 avbildad på 1600-talet.